# Robert D. Van Valin, Jr.
Robert Detrick Van Valin, Jr. (* 1. Februar 1952) ist ein US-amerikanischer Sprachwissenschaftler, Professor an der University at Buffalo sowie von 2007 bis zur Emeritierung 2017 Professor für Allgemeine Sprachwissenschaft an der Heinrich-Heine-Universität Düsseldorf. Als Begründer und Weiterentwickler der Role and Reference Grammar vertritt er eine semantisch-funktionalistisch und sprachvergleichend orientierte Grammatiktheorie.

## Leben
Von 1970 bis 1973 studierte er Linguistik an der University of California, San Diego, und verbrachte im Rahmen eines Austauschprogramms seiner Universität 1972–73 einen Auslandsaufenthalt an der Universität Göttingen. An der University of California, Berkeley, erhielt er 1977 seinen Ph.D. mit einer Untersuchung des Lakhota, einer Indianersprache in den USA.
Als Professor für Linguistik war er an der Universität von Arizona, „Temple University“, University of California, Davis, und schließlich an der Universität von Buffalo, „The State University of New York“. Außerdem arbeitete er als Gastprofessor an der Stanford University, an der Universität von Kalifornien, Berkeley, und an den Universitäten von Sonora und Zagreb.
Ab dem Sommersemester 2007 war Van Valin Inhaber des Lehrstuhls für Allgemeine Sprachwissenschaft an der Heinrich-Heine-Universität in Düsseldorf; mit Erreichen des Ruhestands 2017 kehrte er an die University at Buffalo zurück.

## Forschung
Abgesehen von der Forschung an der Role and Reference Grammar arbeitete Van Valin mit Daniel L. Everett, Universität Manchester zusammen an einem Projekt der Informationsstruktur und Syntax in Amazonassprachen. Er hat dabei die Indianersprachen Lakhota und Yatee Zapotec erforscht. Ferner ist er an einem Forschungsprojekt beteiligt, das mit Mitarbeitern des Max-Planck-Institut für Kognitions- und Neurowissenschaften in Leipzig durchgeführt wird, Aspekte der Neurotypologie betrifft und dabei die Role and Reference Grammar mit einbezieht.
2006 war Robert Van Valin Humboldt-Forschungspreisträger. Darüber hinaus verfügt er über ein Stipendium der Max-Planck-Gesellschaft, um eine Forschungsgruppe zur Syntax, Typologie und Informationsstruktur am MPI für Psycholinguistik in Nijmegen zu finanzieren.
Van Valin ist der Autor mehrerer Artikel und Bücher. Seine Schwerpunkte sind theoretische Syntax, Universalgrammatik, Sprachtypologie, Spracherwerb und Neurolinguistik.

## Publikationen
- Aspects of Lakhota syntax. Dissertation. University of California, Berkeley, 1977
- mit William A. Foley: Functional syntax and universal grammar. Cambridge, 1984
- (Hrsg.): Advances in Role and Reference Grammar. Benjamins, 1992
- mit Randy J. LaPolla: Syntax: Structure, meaning, and function. Cambridge University Press, Cambridge 1997
- An Introduction to Syntax. Cambridge University Press, Cambridge 2001
- Exploring the Syntax-Semantics Interface. Cambridge University Press, Cambridge 2005
- Recent Developments in the Role and Reference Grammar Theory of Clause Linkage. In: Language and Linguistics. 8, 2007, S. 71–93 (PDF)
- (Hrsg.): Investigations of the Syntax-Semantics-Pragmatics Interface. Benjamins, 2008